# Ӭ̄
Ӭ̄  (minúscula ӭ̄; cursiva: Ӭ̄ ӭ̄) es una letra del alfabeto cirílico.
Ӭ̄ es utilizado en el idioma sami kildin.

## Códigos de computación
| Carácter                    | Ӭ                                                   | Ӭ                                                   | ӭ                                                 | ӭ                                                 | ̄                 | ̄                 |
| --------------------------- | --------------------------------------------------- | --------------------------------------------------- | ------------------------------------------------- | ------------------------------------------------- | ---------------- | ---------------- |
| Nombre unicode              | CYRILLIC CAPITAL LETTER E WITH DIAERESIS AND MACRON | CYRILLIC CAPITAL LETTER E WITH DIAERESIS AND MACRON | CYRILLIC SMALL LETTER E WITH DIAERESIS AND MACRON | CYRILLIC SMALL LETTER E WITH DIAERESIS AND MACRON | COMBINING MACRON | COMBINING MACRON |
| Codificaciones              | Decimal                                             | hex                                                 | dec                                               | hex                                               | dec              | hex              |
| Unicode                     | 1260                                                | U+04EC                                              | 1261                                              | U+04ED                                            | 772              | U+0304           |
| UTF-8                       | 211 172                                             | D3 AC                                               | 211 173                                           | D3 AD                                             | 204 132          | CC 84            |
| Numeric Character Reference | &#1260;                                             | &#x4EC;                                             | &#1261;                                           | &#x4ED;                                           | &#772;           | &#x304;          |